# Liste der Kulturdenkmäler in Maintal
Die folgende Liste enthält die in der Denkmaltopographie ausgewiesenen Kulturdenkmäler auf dem Gebiet  der  Stadt Maintal, Main-Kinzig-Kreis, Hessen.
Hinweis: Die Reihenfolge der Denkmäler in dieser Liste orientiert sich zunächst an Stadtteilen und anschließend der Anschrift, alternativ ist sie auch nach der Bezeichnung, der vom Landesamt für Denkmalpflege vergebenen Nummer oder der Bauzeit sortierbar.
Kulturdenkmäler werden fortlaufend im Denkmalverzeichnis des Landes Hessen durch das Landesamt für Denkmalpflege Hessen auf Basis des Hessischen Denkmalschutzgesetzes (HDSchG) geführt. Die Schutzwürdigkeit eines Kulturdenkmals hängt nicht von der Eintragung in das Denkmalverzeichnis des Landes Hessen oder der Veröffentlichung in der Denkmaltopographie ab.

Das Vorhandensein oder Fehlen eines Objekts in dieser Liste ist keine rechtsverbindliche Auskunft darüber, ob es Kulturdenkmal ist oder nicht: Diese Liste entspricht möglicherweise nicht dem aktuellen Stand der offiziellen Denkmaltopographie. Diese ist für Hessen in den entsprechenden Bänden der Denkmaltopographie Bundesrepublik Deutschland und im Internet unter DenkXweb – Kulturdenkmäler in Hessen einsehbar. Auch diese Quellen sind, obwohl sie durch das Landesamt für Denkmalpflege Hessen aktualisiert werden, nicht immer aktuell, da es im Denkmalbestand immer wieder Änderungen gibt.
Eine verbindliche Auskunft erteilt allein das Landesamt für Denkmalpflege Hessen.
Nutze diese Kartenansicht, um Koordinaten in der Liste zu setzen. In dieser Kartenansicht sind Kulturdenkmale ohne Koordinaten mit einem roten bzw. orangen Marker dargestellt und können in der Karte gesetzt werden. Kulturdenkmale ohne Bild sind mit einem blauen bzw. roten Marker gekennzeichnet, Kulturdenkmale mit Bild mit einem grünen bzw. orangen Marker.

## Kulturdenkmäler nach Ortsteilen

### Bischofsheim
| Bild | Bezeichnung                                    | Lage                                                               | Beschreibung                                                                | Bauzeit | Objekt-Nr. |
| --- | ---------------------------------------------- | ------------------------------------------------------------------ | --------------------------------------------------------------------------- | ------- | ---------- |
| Bild gesucht BW | Gesamtanlage I Obergasse                       | Obergasse Lage                                                     |                                                                             |         | 121556 DDB |
| Bild gesucht BW | Gesamtanlage II Hochstädter Straße             | Hochstädter Straße Lage                                            |                                                                             |         | 122202 DDB |
| Maintal, Alt Bischofsheim 9, Kulturdenkmal Maintal-Bischofsheim                                                                                                 |                                                | Alt Bischofsheim 9 LageFlur: 9, Flurstück: 107/1, 107/2            |                                                                             |         | 122222 DDB |
| Maintal, Alt Bischofsheim 18, Kulturdenkmal Maintal-Bischofsheim                                                                                                |                                                | Alt Bischofsheim 18 LageFlur: 9, Flurstück: 260/139                |                                                                             |         | 122201 DDB |
| Maintal, Am Kreuzstein 41, Kulturdenkmal Maintal-Bischofsheim                                                                                                   |                                                | Am Kreuzstein 41 LageFlur: 14, Flurstück: 27                       |                                                                             |         | 122203 DDB |
| Maintal, Am Kreuzstein 45, Kulturdenkmal Maintal-Bischofsheim                                                                                                   |                                                | Am Kreuzstein 45 LageFlur: 14, Flurstück: 30                       |                                                                             |         | 122204 DDB |
| Maintal, Am Kreuzstein 47, Kulturdenkmal Maintal-Bischofsheim                                                                                                   |                                                | Am Kreuzstein 47 LageFlur: 14, Flurstück: 31/1                     |                                                                             | 1910    | 122205 DDB |
| |                                                | Berger Straße 11/13 LageFlur: 10, Flurstück: 108, 109              |                                                                             |         | 122206     |
| Maintal, Borngasse 1 - Bild 1, Kulturdenkmal, Maintal-Bischofsheim · Maintal, Borngasse 1 - Bild 2, Kulturdenkmal, Maintal-Bischofsheim                         |                                                | Borngasse 1 LageFlur: 8, Flurstück: 19/1                           |                                                                             |         | 121533 DDB |
| Maintal, Borngasse 6, Kulturdenkmal Maintal-Bischofsheim |                                                | Borngasse 6 LageFlur: 9, Flurstück: 3                              |                                                                             |         | 122207 DDB |
| Maintal, Fechenheimer Weg 25, Kulturdenkmal Maintal-Bischofsheim                                                                                                |                                                | Fechenheimer Weg 25 LageFlur: 19, Flurstück: 9/6                   |                                                                             |         | 121534 DDB |
| Maintal, Hochstädter Straße 22, Kulturdenkmal Maintal-Bischofsheim · Maintal, Hochstädter Straße 24, Kulturdenkmal Maintal-Bischofsheim                         |                                                | Hochstädter Straße 22/24 LageFlur: 11, Flurstück: 13/1, 15         |                                                                             |         | 122208     |
| Maintal, Obergasse 1, Kulturdenkmal Maintal-Bischofsheim |                                                | Obergasse 1 LageFlur: 9, Flurstück: 53                             |                                                                             |         | 122223 DDB |
| Maintal, Obergasse 3, Kulturdenkmal Maintal-Bischofsheim |                                                | Obergasse 3 LageFlur: 9, Flurstück: 51/1                           |                                                                             |         | 122221 DDB |
| Maintal, Obergasse 4, Kulturdenkmal Maintal-Bischofsheim |                                                | Obergasse 4 LageFlur: 9, Flurstück: 55                             |                                                                             |         | 122209 DDB |
| Maintal, Obergasse 9, Kulturdenkmal Maintal-Bischofsheim |                                                | Obergasse 9 LageFlur: 9, Flurstück: 46/3                           |                                                                             |         | 122210 DDB |
| Maintal, Obergasse 12, Kulturdenkmal Maintal-Bischofsheim |                                                | Obergasse 12 LageFlur: 9, Flurstück: 60/1                          |                                                                             |         | 122211 DDB |
| Maintal, Obergasse 12 - Vorderseitenansicht, Kulturdenkmal Maintal-Bischofsheim · Maintal, Obergasse 13 - Rückseitenansicht, Kulturdenkmal Maintal-Bischofsheim |                                                | Obergasse 13 LageFlur: 9, Flurstück: 27                            |                                                                             |         | 122212 DDB |
| Maintal, Obergasse 15, Kulturdenkmal Maintal-Bischofsheim |                                                | Obergasse 15 LageFlur: 9, Flurstück: 63                            |                                                                             |         | 122213 DDB |
| Maintal, Obergasse 19, Kulturdenkmal Maintal-Bischofsheim | Ehem. Pfarrhaus                                | Obergasse 19 LageFlur: 9, Flurstück: 69/7                          | Dem Architekten Geheimer Baurath & Landbaumeister Carl Wolff zugeschrieben. |         | 121536 DDB |
| Maintal, Obergasse 20, Kulturdenkmal Maintal-Bischofsheim | Evangelische Kirche                            | Obergasse 20 LageFlur: 9, Flurstück: 86/1, 87                      |                                                                             |         | 121535 DDB |
| Maintal, Rumpenheimer Weg 1, Kulturdenkmal Maintal-Bischofsheim                                                                                                 |                                                | Rumpenheimer Weg 1 LageFlur: 9, Flurstück: 233                     |                                                                             |         | 121539 DDB |
| Bild gesucht BW |                                                | Schäfergasse 3 LageFlur: 9, Flurstück: 116/1                       |                                                                             |         | 121537 DDB |
| Maintal, Schäfergasse 6, Kulturdenkmal Maintal-Bischofsheim |                                                | Schäfergasse 6 LageFlur: 8, Flurstück: 107/1                       |                                                                             |         | 121538 DDB |
| Maintal, Schäfergasse 16, Kulturdenkmal Maintal-Bischofsheim | Ehem. Wirtshaus mit Wirtshausgarten            | Schäfergasse 16, Schäfergasse LageFlur: 8, Flurstück: 120/1, 120/2 |                                                                             |         | 122214 DDB |
| Katholische Kirche St. Theresia vom Kinde Jesu | Katholische Kirche St. Theresia vom Kinde Jesu | Schlesische Straße 10 LageFlur: 18, Flurstück: 22/4                |                                                                             |         | 122215 DDB |
| Maintal, Waldstraße 2, Kulturdenkmal Maintal-Bischofsheim |                                                | Waldstraße 2 LageFlur: 25, Flurstück: 173                          |                                                                             |         | 783988 DDB |
| Maintal, Waldstraße 3, Waldschule, Kulturdenkmal Maintal-Bischofsheim                                                                                           | Waldschule                                     | Waldstraße 3 LageFlur: 24, Flurstück: 86/2                         | Geschichte der Waldschule                                                   | 1906    | 122217 DDB |
| Maintal, Waldstraße 16, Kulturdenkmal Maintal-Bischofsheim |                                                | Waldstraße 16 LageFlur: 25, Flurstück: 187                         |                                                                             |         | 122216 DDB |

### Dörnigheim
| Bild                                                                 | Bezeichnung                                                          | Lage | Beschreibung | Bauzeit | Objekt-Nr. |
| -------------------------------------------------------------------- | -------------------------------------------------------------------- | --- | ------------ | ------- | ---------- |
| Bild gesucht BW                                                      | Gesamtanlage Historischer Ortskern Dörnigheim                        | Lage |              |         | 121557 DDB |
| Umspannwerk, Siedlungsbauten                                         | Umspannwerk, Siedlungsbauten                                         | Auf der Burg 1/3/5, Auf der Burg, Kesselstädter Straße 57/59/61/63 LageFlur: 29, Flurstück: 26/3–7, 26/9, 26/10, 26/11                                                                                             |              |         | 122146 DDB |
| weitere Bilder                                                       |                                                                      | Bahnhofstraße 20/20a LageFlur: 16, Flurstück: 109/3, 110/2 |              |         | 122140     |
| weitere Bilder                                                       | Streckenwärterhaus                                                   | Edmund-Seng-Straße 21 LageFlur: 8, Flurstück: 26/1 |              |         | 122323 DDB |
| Katholische Pfarrkirche Allerheiligen                                | Katholische Pfarrkirche Allerheiligen                                | Eichendorffstraße 12 LageFlur: 24, Flurstück: 2/4 |              |         | 122269 DDB |
| Bild gesucht BW                                                      | Hochwasserschutzmauer                                                | Fischergasse 15/17/19/19a/21, Untergasse 5/7/9/13/13a/15/15a/19a, Karl-Leis-Straße 18, Hintergasse 29 LageFlur: 14, Flurstück: 263/3, 165, 266, 292/2, 304/3, 304/4, 307/1, 308, 318/3, 39/1, 42/1, 43/1, 52, 54/1 |              |         | 122139 DDB |
| Bild gesucht BW                                                      | Alte Schleuse Mainkur                                                | Frankfurter Landstraße 99 LageFlur: 1, Flurstück: 15/1 |              |         | 122157 DDB |
| Gastwirtschaft und hist. Umspannstation „Zum Adler“; Ortsbefestigung | Gastwirtschaft und hist. Umspannstation „Zum Adler“; Ortsbefestigung | Frankfurter Straße 2 LageFlur: 14, Flurstück: 125/2 |              |         | 121541 DDB |
| Bild gesucht BW                                                      | Wehrmauer                                                            | Frankfurter Straße 2a LageFlur: 14, Flurstück: 125/1 |              |         | 122295 DDB |
| Ehem. Gastwirtschaft „Zum Löwen“                                     | Ehem. Gastwirtschaft „Zum Löwen“                                     | Frankfurter Straße 4, Kennedystraße 39 LageFlur: 14, Flurstück: 123, 124 |              |         | 121542 DDB |
| Bild gesucht BW                                                      | Sachteil Ortsbefestigung (Cafe Amadeus)                              | Frankfurter Straße 4a LageFlur: 14, Flurstück: 121/1 |              |         | 122141 DDB |
|                                                                      |                                                                      | Frankfurter Straße 5 LageFlur: 14, Flurstück: 366/129 |              |         | 121543 DDB |
| weitere Bilder                                                       | Sachteil Ortsbefestigung, Scheune                                    | Frankfurter Straße 6 LageFlur: 14, Flurstück: 121/4 |              |         | 122142 DDB |
| Bild gesucht BW                                                      | Sachteil Ortsbefestigung                                             | Frankfurter Straße 6a LageFlur: 14, Flurstück: 121/3 |              |         | 122143 DDB |
| Bild gesucht BW                                                      | Ziehbrunnen                                                          | Frankfurter Straße 7 LageFlur: 14, Flurstück: 132 |              |         | 121540 DDB |
| Altes Rathaus                                                        | Altes Rathaus                                                        | Frankfurter Straße 7 LageFlur: 14, Flurstück: 132 |              |         | 121798 DDB |
| Ehem. historische Herberge „Zum Rappen“, Sachteil Ortsbefestigung    | Ehem. historische Herberge „Zum Rappen“, Sachteil Ortsbefestigung    | Frankfurter Straße 8 LageFlur: 14, Flurstück: 358/120 |              |         | 121544 DDB |
| weitere Bilder                                                       | Ehem. Schmiede                                                       | Frankfurter Straße 13 LageFlur: 14, Flurstück: 136/1 |              |         | 121545 DDB |
| Ehem. Wirtshaus „Zur Krone“                                          | Ehem. Wirtshaus „Zur Krone“                                          | Frankfurter Straße 15 LageFlur: 14, Flurstück: 139 |              |         | 121546 DDB |
|                                                                      |                                                                      | Frankfurter Straße 18 LageFlur: 14, Flurstück: 353/106 |              |         | 122343 DDB |
|                                                                      |                                                                      | Frankfurter Straße 25 LageFlur: 14, Flurstück: 147 |              |         | 122144 DDB |
| Bild gesucht BW                                                      | Friedhof                                                             | Friedrichstraße 19 LageFlur: 13, Flurstück: 18/2 |              |         | 122342 DDB |
| weitere Bilder                                                       |                                                                      | Hasengasse 27 LageFlur: 17, Flurstück: 5 |              |         | 122145 DDB |
| Katholische Kirche Maria Königin                                     | Katholische Kirche Maria Königin                                     | Hasengasse 40 LageFlur: 18, Flurstück: 50/7 |              |         | 122270 DDB |
| weitere Bilder                                                       |                                                                      | Hintergasse 5 LageFlur: 14, Flurstück: 228/3 |              |         | 121547 DDB |
| weitere Bilder                                                       |                                                                      | Hintergasse 7 LageFlur: 14, Flurstück: 231/1 |              |         | 121548 DDB |
| weitere Bilder                                                       |                                                                      | Hintergasse 13 LageFlur: 14, Flurstück: 238/4 |              |         | 121549 DDB |
| weitere Bilder                                                       |                                                                      | Hintergasse 23 LageFlur: 14, Flurstück: 253/1 |              |         | 121550 DDB |
| weitere Bilder                                                       |                                                                      | Hintergasse 27 LageFlur: 14, Flurstück: 259/3 |              |         | 121551 DDB |
| Wasserturm, Pumpwerk der Gruppenkläranlage                           | Wasserturm, Pumpwerk der Gruppenkläranlage                           | Kesselstädter Straße 72, Kesselstädter Straße LageFlur: 32, Flurstück: 9/6, 12/5 |              |         | 122147 DDB |
| weitere Bilder                                                       | Ehem. Herrenhof des Klosters St. Jakobsberg zu Mainz                 | Kirchgasse 7 LageFlur: 14, Flurstück: 151/2 |              |         | 122148 DDB |
| weitere Bilder                                                       | Ehem. Pfarrhaus                                                      | Kirchgasse 8 LageFlur: 14, Flurstück: 95/1 |              |         | 122149 DDB |
| Bild gesucht BW                                                      |                                                                      | Kirchgasse 10 LageFlur: 14, Flurstück: 94 |              |         | 122150 DDB |
| weitere Bilder                                                       | Evangelische Kirche mit Kirchfriedhof und hist. Einfriedung          | Kirchgasse 20 LageFlur: 14, Flurstück: 88, 89/4 |              |         | 121553 DDB |
| weitere Bilder                                                       | Sog. Doktorhaus                                                      | Mühlheimer Straße 6 LageFlur: 13, Flurstück: 54/1 |              |         | 122151 DDB |
| weitere Bilder                                                       |                                                                      | Nordstraße 14 LageFlur: 17, Flurstück: 194 |              |         | 122152 DDB |
| weitere Bilder                                                       | Streckenwärterhaus                                                   | Philipp-Reis-Straße 2 LageFlur: 23, Flurstück: 2 |              |         | 122328 DDB |
| Streckenwärterhaus                                                   | Streckenwärterhaus                                                   | Philipp-Reis-Straße 4 LageFlur: 23, Flurstück: 4 |              |         | 122321 DDB |
|                                                                      |                                                                      | Schwanengasse 1 LageFlur: 14, Flurstück: 185/2 |              |         | 121797 DDB |
|                                                                      |                                                                      | Schwanengasse 1a LageFlur: 14, Flurstück: 185/3 |              |         | 122220 DDB |
| weitere Bilder                                                       |                                                                      | Schwanengasse 5 LageFlur: 14, Flurstück: 191/2 |              |         | 121554 DDB |
| weitere Bilder                                                       |                                                                      | Untergasse 4 LageFlur: 14, Flurstück: 171/1 |              |         | 122153 DDB |
|                                                                      |                                                                      | Untergasse 11 LageFlur: 14, Flurstück: 303/2 |              |         | 122154 DDB |
| weitere Bilder                                                       |                                                                      | Untergasse 20 LageFlur: 14, Flurstück: 164 |              |         | 122156 DDB |
|                                                                      |                                                                      | Untergasse 21 LageFlur: 14, Flurstück: 317 |              |         | 122155 DDB |
|                                                                      |                                                                      | Wingertstraße 1 LageFlur: 14, Flurstück: 235/4 |              |         | 122296 DDB |

### Hochstadt
| Bild                                        | Bezeichnung                                                                    | Lage | Beschreibung | Bauzeit | Objekt-Nr. |
| ------------------------------------------- | ------------------------------------------------------------------------------ | --- | ------------ | ------- | ---------- |
| Bild gesucht BW                             | Gesamtanlage Historischer Ortskern                                             | Lage |              |         | 121558 DDB |
| weitere Bilder                              | Evangelische Kirche mit Kirchfriedhof, Grab- und Gedenksteinen und Einfriedung | Am Kirchberg 2, Am Kirchberg, Hauptstraße 4 LageFlur: 15, Flurstück: 10, 11, 12, 13 |              |         | 121583 DDB |
| Maintal, Am Kirchberg 3, Cultural monument  |                                                                                | Am Kirchberg 3 LageFlur: 15, Flurstück: 22 |              |         | 121555 DDB |
| Maintal, Am Kirchberg 7 - Kulturdenkmal     |                                                                                | Am Kirchberg 7 LageFlur: 15, Flurstück: 23 |              |         | 121559 DDB |
| Maintal, Am Kirchberg 11, Cultural monument |                                                                                | Am Kirchberg 11 LageFlur: 15, Flurstück: 24 |              |         | 121560 DDB |
| weitere Bilder                              |                                                                                | Am Pfarrhof 1 LageFlur: 15, Flurstück: 189/2 |              |         | 121561 DDB |
| Historisches Rathaus                        | Historisches Rathaus                                                           | Am Rathaus 1 LageFlur: 15, Flurstück: 69 |              |         | 121563 DDB |
| weitere Bilder                              |                                                                                | Am Rathaus 2 LageFlur: 15, Flurstück: 58 |              |         | 121562 DDB |
| weitere Bilder                              |                                                                                | Bischofsheimer Straße 9/11 LageFlur: 18, Flurstück: 4, 5 |              |         | 122108 DDB |
| Bild gesucht BW                             |                                                                                | Bischofsheimer Straße 11 LageFlur: 18, Flurstück: 4 |              |         | 782826 DDB |
| Bild gesucht BW                             |                                                                                | Bogenstraße 6 LageFlur: 15, Flurstück: 31, 353/2 |              |         | 122104 DDB |
| Bild gesucht BW                             |                                                                                | Bogenstraße 8 LageFlur: 15, Flurstück: 387/32 |              |         | 121564 DDB |
| weitere Bilder                              |                                                                                | Brunnenstraße 1 LageFlur: 15, Flurstück: 170/1 |              |         | 122229 DDB |
|                                             |                                                                                | Brunnenstraße 2 LageFlur: 15, Flurstück: 158/1 |              |         | 121565 DDB |
|                                             |                                                                                | Brunnenstraße 3 LageFlur: 15, Flurstück: 181/1 |              |         | 122099 DDB |
|                                             |                                                                                | Guldnergasse 1 LageFlur: 15, Flurstück: 216/35 |              |         | 122094 DDB |
| weitere Bilder                              | Obertor                                                                        | Hauptstraße LageFlur: 15, Flurstück: 5 |              |         | 122389 DDB |
| Sog. Hirtenhaus                             | Sog. Hirtenhaus                                                                | Hauptstraße 1 LageFlur: 15, Flurstück: 193/1 |              |         | 121567 DDB |
| weitere Bilder                              |                                                                                | Hauptstraße 2 LageFlur: 15, Flurstück: 392/6 |              |         | 121568 DDB |
| weitere Bilder                              | Hist. Schule                                                                   | Hauptstraße 4 LageFlur: 15, Flurstück: 16 |              |         | 121569 DDB |
| weitere Bilder                              |                                                                                | Hauptstraße 6 LageFlur: 15, Flurstück: 17 |              |         | 121570 DDB |
| weitere Bilder                              |                                                                                | Hauptstraße 8 LageFlur: 15, Flurstück: 18 |              |         | 121571 DDB |
| Bild gesucht BW                             |                                                                                | Hauptstraße 10 LageFlur: 15, Flurstück: 61 |              |         | 122294 DDB |
| weitere Bilder                              | Sog. Herrschaftliches Haus                                                     | Hauptstraße 10 LageFlur: 15, Flurstück: 61 |              |         | 121572 DDB |
| weitere Bilder                              | Sog. Schaleshof                                                                | Hauptstraße 14 LageFlur: 15, Flurstück: 289/64 |              |         | 121573 DDB |
|                                             |                                                                                | Hauptstraße 17 LageFlur: 15, Flurstück: 174 |              |         | 122109 DDB |
| weitere Bilder                              | Hist. Gemeindewirtshaus, ehem. „Koch“sche Wirtschaft                           | Hauptstraße 19 LageFlur: 15, Flurstück: 171/1, 172 |              |         | 121574 DDB |
| weitere Bilder                              |                                                                                | Hauptstraße 20 LageFlur: 15, Flurstück: 70 |              |         | 121575 DDB |
| weitere Bilder                              | Ehem. Gastwirtschaft „Zum Tiger“, heute „Eliashof“                             | Hauptstraße 21 LageFlur: 15, Flurstück: 168 |              |         | 121576 DDB |
| weitere Bilder                              |                                                                                | Hauptstraße 23 LageFlur: 15, Flurstück: 252/165 |              |         | 121577 DDB |
| weitere Bilder                              |                                                                                | Hauptstraße 28 LageFlur: 15, Flurstück: 229/77 |              |         | 121578 DDB |
|                                             |                                                                                | Hauptstraße 29 LageFlur: 15, Flurstück: 162 |              |         | 122224 DDB |
|                                             |                                                                                | Hauptstraße 31 LageFlur: 15, Flurstück: 161 |              |         | 121579 DDB |
|                                             |                                                                                | Hauptstraße 32 LageFlur: 15, Flurstück: 120 |              |         | 121580 DDB |
| weitere Bilder                              |                                                                                | Hauptstraße 33/33a LageFlur: 15, Flurstück: 146/1 |              |         | 121582     |
| weitere Bilder                              | Stein’scher Hof                                                                | Hauptstraße 36 LageFlur: 15, Flurstück: 277/122, 278/124 |              |         | 122095 DDB |
| weitere Bilder                              |                                                                                | Hauptstraße 40 LageFlur: 24, Flurstück: 115 |              |         | 122096 DDB |
|                                             |                                                                                | Hauptstraße 45 LageFlur: 15, Flurstück: 244/136 |              | 1610    | 121581 DDB |
| weitere Bilder                              |                                                                                | Hauptstraße 49 LageFlur: 15, Flurstück: 134/1 |              |         | 122097 DDB |
| Bild gesucht BW                             |                                                                                | Hauptstraße 51 LageFlur: 15, Flurstück: 241/131 |              |         | 122387 DDB |
| Bild gesucht BW                             | Ziehbrunnen                                                                    | Hauptstraße (vor Nr. 19) LageFlur: 15, Flurstück: 128/1 |              |         | 121566 DDB |
| Sog. Schützenhäuschen                       | Sog. Schützenhäuschen                                                          | In der Lützenhartig LageFlur: 4, Flurstück: 46 |              |         | 122098 DDB |
|                                             |                                                                                | Klosterhofstraße 2 LageFlur: 18, Flurstück: 34/1, 35/1 |              |         | 122107 DDB |
| weitere Bilder                              |                                                                                | Lutherstraße 1 LageFlur: 15, Flurstück: 185, 334/186 |              |         | 122100 DDB |
| weitere Bilder                              |                                                                                | Lutherstraße 3 LageFlur: 15, Flurstück: 184 |              |         | 122101 DDB |
|                                             |                                                                                | Rohrbachstraße 2 LageFlur: 15, Flurstück: 47/2 |              |         | 121585 DDB |
| weitere Bilder                              |                                                                                | Rohrbachstraße 3 LageFlur: 15, Flurstück: 53 |              |         | 122102 DDB |
|                                             |                                                                                | Rohrbachstraße 6 LageFlur: 15, Flurstück: 223/51 |              |         | 122103 DDB |
| weitere Bilder                              |                                                                                | Schützenstraße 4 LageFlur: 15, Flurstück: 55/1 |              |         | 121586 DDB |
| weitere Bilder                              |                                                                                | Schützenstraße 6 LageFlur: 15, Flurstück: 224/54 |              |         | 122106 DDB |
|                                             |                                                                                | Trinkbrunnenstraße 2 LageFlur: 15, Flurstück: 274/89 |              |         | 122105 DDB |
|                                             |                                                                                | Trinkbrunnenstraße 4 LageFlur: 15, Flurstück: 231/88 |              |         | 121587 DDB |
| Bild gesucht BW                             | Sachgesamtheit Ortsbefestigung mit Obertor                                     | Trinkbrunnenstraße 6/8, Schützenstraße 5, Rohrbachstraße 3/6, Ringstraße Süd 8/32, Ringstraße Süd, Ringstraße Nord, Nordstraße, Im Oberdorf, Hauptstraße 1/2/36/37, Bogenstraße 2/4/6, Bahnhofstraße 160, Am Kirchberg 4/6 LageFlur: 15, Flurstück: 107, 152/2, 152/3, 153/24, 154/1, 193/1, 193/2, 199/92, 215/7, 2/2, 223/51, 278/124, 280/2, 281/2, 282/2, 285/2, 29/1, 295/152, 30/1, 301/152, 336/1, 337/1, 341/1, 342/1, 353/2, 370/152, 379/2, 384/96, 53 |              |         | 121584 DDB |
|                                             |                                                                                | Weinbergstraße 1 LageFlur: 24, Flurstück: 56/1 |              |         | 122120 DDB |

### Wachenbuchen
| Bild                                            | Bezeichnung                                           | Lage | Beschreibung | Bauzeit | Objekt-Nr. |
| ----------------------------------------------- | ----------------------------------------------------- | --- | ------------ | ------- | ---------- |
| Gesamtanlage Historischer Ortskern Wachenbuchen | Gesamtanlage Historischer Ortskern Wachenbuchen       | Lage |              |         | 121588 DDB |
|                                                 |                                                       | Alt Wachenbuchen 8 LageFlur: 20, Flurstück: 108/1 |              |         | 121590 DDB |
|                                                 |                                                       | Alt Wachenbuchen 9 LageFlur: 20, Flurstück: 72 |              |         | 121591 DDB |
| weitere Bilder                                  |                                                       | Alt Wachenbuchen 12 LageFlur: 20, Flurstück: 655/111 |              |         | 121592 DDB |
| weitere Bilder                                  | Hof derer von Edelsheim                               | Alt Wachenbuchen 13 LageFlur: 20, Flurstück: 823/58 |              |         | 121593 DDB |
| weitere Bilder                                  |                                                       | Alt Wachenbuchen 14 LageFlur: 20, Flurstück: 681/112 |              |         | 121594 DDB |
| Hist. Rathaus                                   | Hist. Rathaus                                         | Alt Wachenbuchen 15 LageFlur: 20, Flurstück: 56 |              |         | 121595 DDB |
| weitere Bilder                                  |                                                       | Alt Wachenbuchen 16 LageFlur: 20, Flurstück: 682/113 |              |         | 121596 DDB |
| weitere Bilder                                  |                                                       | Alt Wachenbuchen 17 LageFlur: 20, Flurstück: 124 |              |         | 121597 DDB |
| weitere Bilder                                  |                                                       | Alt Wachenbuchen 22 LageFlur: 20, Flurstück: 119 |              |         | 121598 DDB |
| weitere Bilder                                  |                                                       | Alt Wachenbuchen 26 LageFlur: 20, Flurstück: 553/160 |              |         | 121589 DDB |
| weitere Bilder                                  |                                                       | Alt Wachenbuchen 30 LageFlur: 20, Flurstück: 582/154 |              |         | 121599 DDB |
| Ehemalige Synagoge                              | Ehemalige Synagoge                                    | Alt Wachenbuchen 34 LageFlur: 20, Flurstück: 849/218 |              |         | 121600 DDB |
| weitere Bilder                                  |                                                       | Bachstraße 9 LageFlur: 20, Flurstück: 130/1 |              |         | 121601 DDB |
| weitere Bilder                                  |                                                       | Bachstraße 12 LageFlur: 20, Flurstück: 161/1 |              |         | 121602 DDB |
| weitere Bilder                                  |                                                       | Bachstraße 18 LageFlur: 20, Flurstück: 835/143 |              |         | 122124 DDB |
| weitere Bilder                                  |                                                       | Bachstraße 20 LageFlur: 20, Flurstück: 546/141 |              |         | 122123 DDB |
| weitere Bilder                                  |                                                       | Erbsenstraße 2 LageFlur: 20, Flurstück: 71/1 |              |         | 121603 DDB |
| weitere Bilder                                  |                                                       | Erbsenstraße 4 LageFlur: 20, Flurstück: 70/1 |              |         | 121604 DDB |
|                                                 |                                                       | Erbsenstraße 17 LageFlur: 20, Flurstück: 90 |              |         | 121605 DDB |
| Sog. Geibelhaus                                 | Sog. Geibelhaus                                       | Geibelseck 1 LageFlur: 20, Flurstück: 842/182 |              |         | 121606 DDB |
|                                                 |                                                       | Geibelseck 3 LageFlur: 20, Flurstück: 841/170 |              |         | 121607 DDB |
|                                                 |                                                       | Herrnstraße 1 LageFlur: 20, Flurstück: 23 |              |         | 121608 DDB |
| weitere Bilder                                  |                                                       | Herrnstraße 4 LageFlur: 20, Flurstück: 129/1 |              |         | 121609 DDB |
| weitere Bilder                                  |                                                       | Herrnstraße 6 LageFlur: 20, Flurstück: 132 |              |         | 122125 DDB |
| weitere Bilder                                  | Ehem. Mühle, Ortsbefestigung                          | Herrnstraße 17 LageFlur: 20, Flurstück: 136/1 |              |         | 121610 DDB |
| weitere Bilder                                  | Ehem. Mühle, Ortsbefestigung                          | Herrnstraße 19 LageFlur: 20, Flurstück: 136/1 |              |         | 121610 DDB |
| Pfarrhaus                                       | Pfarrhaus                                             | Kilianstädter Straße 1a LageFlur: 7, Flurstück: 58/22, 59/22 |              |         | 122134 DDB |
| Ortsbefestigung                                 | Ortsbefestigung                                       | Kirchhofstraße, Rübenberg 2/6, Ringmauerstraße 2–4, Mittelbucher Straße 8, Im Dorfe, Herrnstraße 17, Haingärten, Geibelseck 3, Erbsenstraße 9, Erbsenstraße, Bachstraße 20a, Alt Wachenbuchen 30 LageFlur: 20, Flurstück: 136/1, 140/1, 164/1, 174, 175, 366/1, 376/1, 42/1, 450/1, 729/423, 769/173, 770/173, 81/1, 84/1, 841/170 |              |         | 122122 DDB |
| weitere Bilder                                  | Evangelische Kirche mit Kirchfriedhof und Einfriedung | Kirchhofstraße 1, An der Kirchhofstraße LageFlur: 20, Flurstück: 52/1, 787/53, 788/53, 807/53 |              |         | 121611 DDB |
| Hist. Küsterschule                              | Hist. Küsterschule                                    | Kirchhofstraße 3 LageFlur: 20, Flurstück: 54/1 |              |         | 121612 DDB |
| weitere Bilder                                  | Ehem. Hirtenhaus                                      | Kirchhofstraße 5 LageFlur: 20, Flurstück: 51/1 |              |         | 121613 DDB |
| weitere Bilder                                  |                                                       | Kirchhofstraße 8 LageFlur: 20, Flurstück: 817/35 |              |         | 121614 DDB |
|                                                 |                                                       | Kirchhofstraße 10 LageFlur: 20, Flurstück: 37/1, 39/1, 409/1, 725/393, 726/403, 750/409 |              |         | 122130 DDB |
| weitere Bilder                                  |                                                       | Kirchhofstraße 11 LageFlur: 20, Flurstück: 821/49 |              |         | 121615 DDB |
|                                                 |                                                       | Kirchhofstraße 12 LageFlur: 20, Flurstück: 38/1, 39/2, 409/2 |              |         | 122131 DDB |
| Friedhofsmauer                                  | Friedhofsmauer                                        | Kirchhofstraße 14 LageFlur: 20, Flurstück: 819/40 |              |         | 122132 DDB |
|                                                 |                                                       | Mittelbucher Straße 11 LageFlur: 19, Flurstück: 160/2 |              |         | 122135 DDB |
|                                                 |                                                       | Mittelbucher Straße 13/15 LageFlur: 19, Flurstück: 127/1, 161/1, 188/1 |              |         | 122136     |
|                                                 |                                                       | Ringmauerstraße 1 LageFlur: 20, Flurstück: 554/167 |              |         | 122133 DDB |
|                                                 |                                                       | Ringmauerstraße 3 LageFlur: 20, Flurstück: 164/2 |              |         | 121616 DDB |
|                                                 |                                                       | Schulstraße 14 LageFlur: 18, Flurstück: 3/1 |              |         | 122137 DDB |

## Abgegangene Kulturdenkmäler
| Bild | Bezeichnung | Lage                                                          | Beschreibung                                             | Bauzeit | Objekt-Nr. |
| ---- | ----------- | ------------------------------------------------------------- | -------------------------------------------------------- | ------- | ---------- |
|      |             | Dörnigheim, Karl-Leis-Straße 10 LageFlur: 14, Flurstück: 57/2 | das Haus wurde abgerissen und durch einen Neubau ersetzt |         |            |